# Pakujati
Pakujati is een bestuurslaag in het regentschap Brebes van de provincie Midden-Java, Indonesië. Pakujati telt 4699 inwoners (volkstelling 2010).